# Rafael Pou Sastre
Rafael Pou Sastre (Algaida, 31 de juliol de 1909 - Palma, 27 de maig de 1936) va ser un ciclista mallorquí que va córrer a la dècada dels anys 30 del segle xx. Va ser el primer balear a acabar la Volta a Espanya. Va morir mentre entrenava darrere una moto al velòdrom del Tirador.

## Palmarès
- 1930
  - Campió de les Balears en Ruta
  - Campió de les Balears en Pista
- 1933
  - Vencedor d'una etapa a la Volta a Llevant
- 1935
  - 2n al Gran Premi de Biscaia

### Resultats a la Volta a Espanya
- 1935. 27è de la classificació general